# 中町 (碧南市)
中町（なかまち）は、愛知県碧南市にある地名。現行行政地名は中町一丁目から中町五丁目。

## 地理
碧南市の中央部に位置し、東に源氏町、西に本郷町、南に音羽町、北に羽根町と接している。

## 歴史

### 沿革
- 1973年（昭和48年） - 碧南市大浜地区の大字なし地域に同市中町が成立[5]。

## 世帯数と人口
2019年（令和元年）7月31日現在の世帯数と人口は以下の通りである。
| 丁目       | 世帯数  | 人口  |
| ---------- | ------- | ----- |
| 中町一丁目 | 25世帯  | 69人  |
| 中町二丁目 | 41世帯  | 130人 |
| 中町三丁目 | 18世帯  | 47人  |
| 中町四丁目 | 23世帯  | 53人  |
| 中町五丁目 | 12世帯  | 34人  |
| 計         | 119世帯 | 333人 |

### 人口の変遷
国勢調査による人口の推移
| 1995年（平成7年）  | 483人 | [ 6 ]  |  |
| 2000年（平成12年） | 416人 | [ 7 ]  |  |
| 2005年（平成17年） | 357人 | [ 8 ]  |  |
| 2010年（平成22年） | 372人 | [ 9 ]  |  |
| 2015年（平成27年） | 335人 | [ 10 ] |  |

## 学区
市立小・中学校に通う場合、学区は以下の通りとなる。
| 丁目       | 区域・番地等         | 小学校             | 中学校           |
| ---------- | -------------------- | ------------------ | ---------------- |
| 中町一丁目 | 全域                 | 碧南市立大浜小学校 | 碧南市立南中学校 |
| 中町二丁目 | 全域                 | 碧南市立大浜小学校 | 碧南市立南中学校 |
| 中町三丁目 | 全域                 | 碧南市立大浜小学校 | 碧南市立南中学校 |
| 中町四丁目 | 全域                 | 碧南市立大浜小学校 | 碧南市立南中学校 |
| 中町五丁目 | 名鉄三河線鉄道敷以西 | 碧南市立大浜小学校 | 碧南市立南中学校 |
| 中町五丁目 | その他               | 碧南市立棚尾小学校 | 碧南市立南中学校 |

## 交通

### 鉄道
- 名古屋鉄道
MU 三河線 碧南駅

### 道路
- 愛知県道305号碧南停車場線

## 施設
- 愛知県中央信用組合 碧南駅前出張所

## その他

### 日本郵便
- 郵便番号 : 447-0846[3]（集配局：碧南郵便局[12]）。